# Melátes
Melátes är en ort i Grekland.   Den ligger i prefekturen Nomós Ártas och regionen Epirus, i den centrala delen av landet, 260 km nordväst om huvudstaden Aten. Melátes ligger 174 meter över havet och antalet invånare är 190.
Terrängen runt Melátes är huvudsakligen lite kuperad. Melátes ligger nere i en dal. Runt Melátes är det glesbefolkat, med 17 invånare per kvadratkilometer. Närmaste större samhälle är Arta, 13,5 km sydväst om Melátes. I omgivningarna runt Melátes växer i huvudsak blandskog.